# Пионир (предузеће)
Пионир је српска кондиторска фабрика коју су основали 1917. године браћа Јозеф и Адолф Руф. 1947. године фабрика прелази у државно власништво и наставља пословање под именом Пионир.